# اقتصاد أيرلندا الشمالية

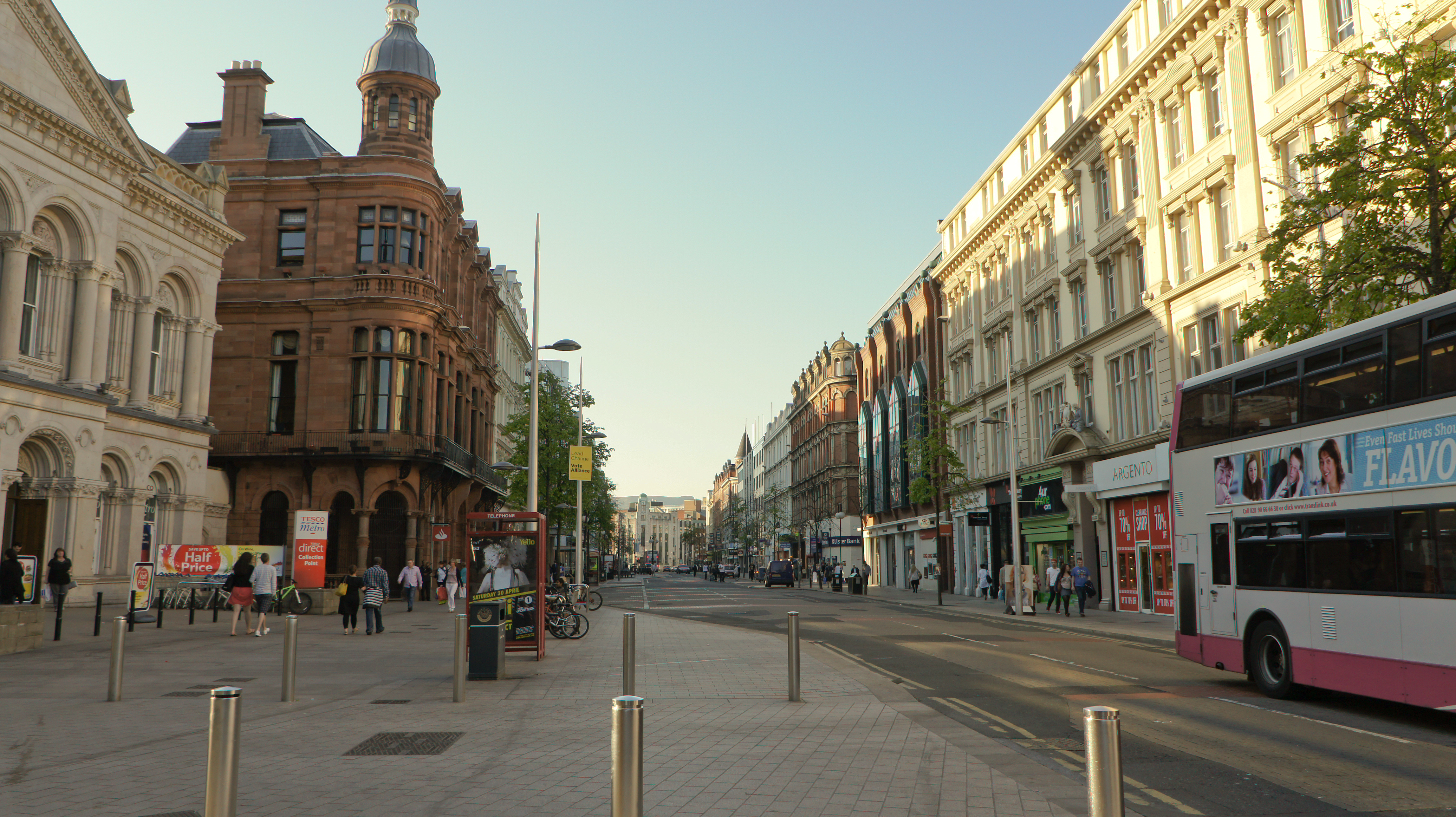
بلفاست

يُعدّ اقتصاد أيرلندا الشمالية الأصغر بين الدول الأربعة للمملكة المتحدة. في السابق كانت أيرلندا الشمالية تتمتع باقتصاد صناعي تقليدي، خاصةً في بناء السفن، وكذلك صناعة الحبال والنسيج، لكن منذ ذلك الحين استُبدلت معظم الصناعات الثقيلة بالخدمات.
حتى يومنا هذا، لاتزال أيرلندا الشمالية تعاني من عواقب الاضطرابات، التي حدثت بين أواخر الستينيات ومنتصف التسعينيات من القرن الماضي.

## نظرة عامة

### الناتج والنمو الاقتصادي
إن  أيرلندا الشمالية لديها الاقتصاد الأصغر ضمن مناطق المملكة المتحدة الإحصائية الاثنتي عشر، بقيمة بلغت نحو 27.4 مليار جنيه إسترليني (37.4 مليار يورو)، أو بصيغة أخرى  تقريبًا ثلثي حجم أصغر اقتصاد تالٍ لمناطق شمال شرق إنجلترا. مع ذلك، يرجع السبب جزئيًا وراء هذا في كون أيرلندا تحوي عددًا أقل من السكان؛ كما أن نصيب الفرد من الناتج المحلي الإجمالي بقيمة بلغت 15.200 جنيه إسترليني (21.000 يورو) هو الأكبر بالمقارنة مع مناطق شمال شرق إنجلترا وويلز.
تتجلى مظاهر الحرمان على المناطق الريفية بما فيها الشمال الغربي بوضوح. فهي تعاني من أعلى معدلات البطالة وأعلى معدلات الفقر في أيرلندا الشمالية.  البنية التحتية فيها دون المستوى وقد أعاقت بدورها التنمية الاقتصادية. شهدت جامعة أولستر في مدينة ديري نقل العديد من الدورات إلى حرمها في بلدة جوردانستاون شمال بلفاست.
نما الاقتصاد الأيرلندي الشمالي طوال فترة التسعينيات، بوتيرة أسرع مما كانت عليه باقي اقتصادات دول المملكة المتحدة، ويرجع السبب وراء ذلك جزئيًا إلى النمو السريع لاقتصاد جمهورية أيرلندا بفترة النمر الكلتي (وهو مصطلح يشير إلى فترة النمو السريع لاقتصاد أيرلندا) وما يطلق عليه «عوائد السلام». تباطأ النمو على خُطى بقية دول المملكة المتحدة خلال الركود الحاصل في السنوات الأولى للألفية الجديدة، إلا أنه عاد لينتعش منذ ذلك الحين؛ في عام 2005، قُدر نمو الاقتصاد الأيرلندي الشمالي بنسبة 3.2%، أي تقريبًا ضعف معدل نمو المملكة المتحدة مجتمعة، ومن المتوقع أن يكون النمو المستقبلي أقوى من نظيره في باقي مناطق المملكة المتحدة. وجد استطلاع أجراه القسم التجاري لبنك اسكتلندا هاليفاكس في أبريل 2007، أن متوسط أسعار المنازل في أيرلندا الشمالية من الأعلى في المملكة المتحدة، وراء لندن، الجنوب الشرقي والجنوب الغربي. كما تبين أن أيرلندا الشمالية ضمت جميع المراتب العشرة الأولى «لمراكز الملكية النشطة»، مع زيادة بنسبة 55% لمناطق كريجافون ونيوتاوناردز. مع ذلك، واعتبارًا من عام 2018 كانت أسعار المنازل في أيرلندا الشمالية هي الأدنى في المتوسط ضمن المملكة المتحدة بنحو 40% تقريبًا مما كانت عليه قبل انهيار الفقاعة في عام 2008.

### التوظيف
انخفضت البطالة في أيرلندا الشمالية بشكل ملحوظ في السنوات الأخيرة، وتُقدر نسبتها الآن بنحو 6.1%، بعد أن وصلت لذروتها عند 17.2% في عام 1986. كما انخفضت البطالة بين صفوف الشباب والبطالة طويلة الأمد بسرعة أكبر. بلغ الخمول الاقتصادي لسن العمل 28% وهو الأعلى ضمن جميع مناطق المملكة.
يتميز الاقتصاد الكلي لأيرلندا الشمالية أيضًا بساعات عمل فعلية أطول بكثير وتباين في الدخل بين الجنسين بالمقارنة مع المملكة المتحدة ككُل.

## الزراعة
تعتبر الزراعة في أيرلندا الشمالية ذات آلية ثقيلة، وذلك بسبب التكاليف العالية للعمالة واستثمارات رأس المال الكبيرة، من مستثمري القطاع الخاص ومن السياسة الزراعية المشتركة للاتحاد الأوروبي على حدٍ سواء. في عام 2000، شكلت الزراعة 2.4% من الناتج الاقتصادي في أيرلندا الشمالية، بالمقارنة مع 1% في المملكة المتحدة ككُل. كما هو الحال في بقية دول المملكة، تُمثل الثروة الحيوانية ومنتجات الألبان غالبية الإنتاج الزراعي. أما المحاصيل الزراعية فهي (بحسب الترتيب التنازلي للقيمة) البطاطا، الشعير والقمح.